# 管城回族区
管城回族区是河南省郑州市的一个市辖区，是郑州市的老城区，也是郑州市唯一的一个回族区，历史氛围浓厚，面积143平方公里，户籍總人口118.17万人。區人民政府駐商城路217号。

## 地理
管城回族区位于郑州市东南部，东临中牟县，南连新郑市，北与金水区相接，西接二七区。地势由西南向东北倾斜，最高点为十八里河街道柴郭村与青天卢村相连的岗顶，海拔为200米，最低处为圃田乡的石王村。境内有熊儿河、十八里河、七里河、潮河四条河流，均属淮河水系。

## 历史

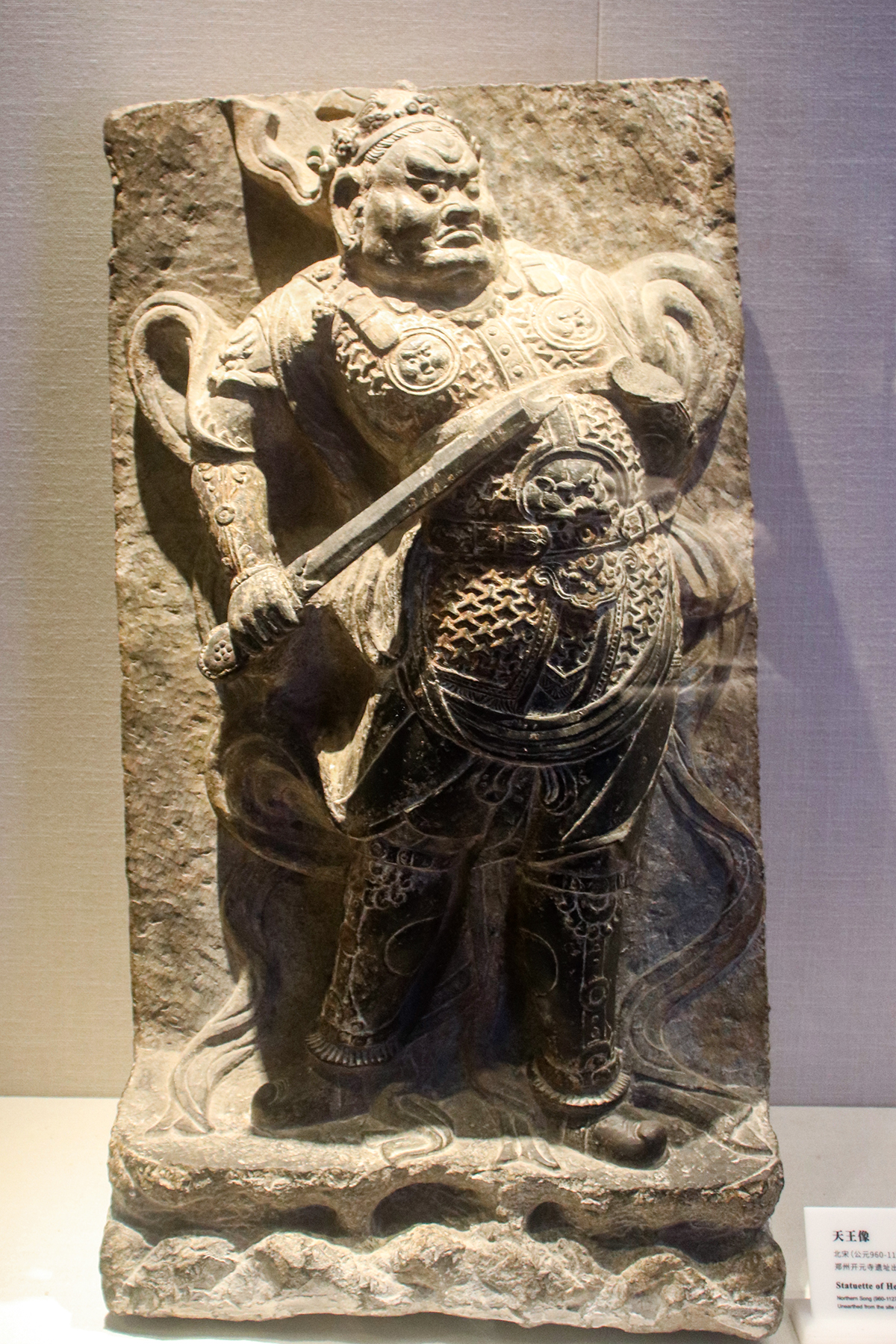
郑州开元寺遗址（现郑州市第一人民医院处）出土的北宋时期的天王像

管城回族区历史悠久，3600年前这里曾是商朝的亳都，西周初年，周武王封其弟姬鲜于此为王，称为管国。周成王元年，管叔鲜勾结蔡叔度、霍叔处、武庚发动三监之乱，被周公东征率兵剿灭，管叔鲜被杀，管国被废为管地，直属东都雒邑。
东周时期，管地先后属郑国和韩国。秦朝时置管县，属三川郡。西汉初年属故市侯国，公元前112年故市侯国被废，管地并入中牟县，随后直至隋朝，除一度属阳武县外，均为中牟县辖地。
隋开皇十六年（公元596年）设立管城县，隶管州，公元606年管州改称郑州，治管城县，607年又改郑州为荥阳郡，治所不变。唐朝时复置管州，公元627年废管州，管城隶武牢的郑州。公元633年，河南采访道郑州治所由武牢迁管城。此后直至五代，郑州先后称荥阳郡、郑州荥阳郡，治所一直设于管城。
宋朝时期，公元1072年废郑州，以管城县直隶开封府，1085年复置郑州。金朝时管城县曾更名为故市县，后于元初复名管城。明朝初年，撤管城县入郑州，隶属于河南开封府。此后直至1948年，虽管城建制不存，此地一直为郑州地区治所的驻地。
1948年10月，中国人民解放军接管郑县并设郑州市，同时在管城辖区设立郑州市第一区，郑州市人民政府当时亦设于此。1953年郑州市设立回族区，1956年更名为金水回族区，辖区形成两区并存格局。1955年10月，郑州市第一区更名为陇海区，并于1958年与金水回族区合并，设立管城区。1968年更名向阳区，1982年更名向阳回族区，1983年更名为管城回族区。

## 人口

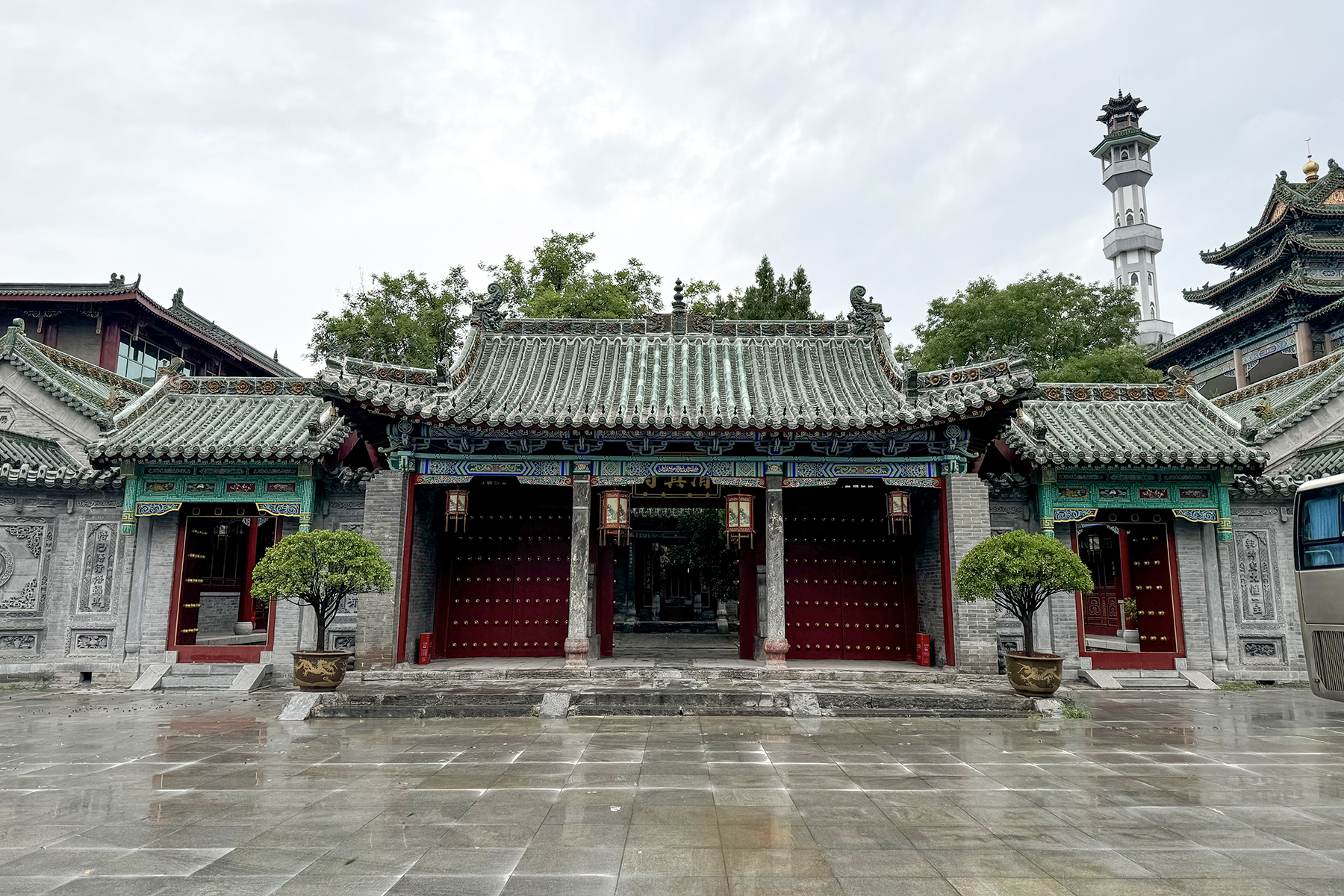
郑州北大清真寺

管城回族区为郑州市唯一的一个回族聚居区，据史书记载，唐朝时期，管城为两京通往东南各地的水陆码头，一些过往的阿拉伯使节和商人寄寓或留宿于此，为当今管城回族最早的来源。安史之乱中，在唐军收复洛阳后，唐兵马副帅仆固怀恩率军乘胜追击至郑州。其军队主要为回纥、南蛮或大食人，叛乱平息后便驻扎在黄河两岸，亦为管城回族的来源之一。元朝时，郑州为合丹的食禄之邑，一批回族降民被带入郑州。至元十八年，金和南宋灭亡后，以回族军人为主体的“探马赤军”镇守中原地区，在开封、郑州一带屯田。除回族军人外，还有一批回族贵族、商人等，以户为单位，逐渐在郑州一带定居下来。明清时期，郑州城内已形成回族聚居区，并建立清真寺。北大清真寺于明嘉靖三十一年建立，为郑州最早的清真寺。至1948年，辖区内的清真寺有18坊，回族人口近7000人，主要聚居于北下街、城南路西段、南顺城街、阜民里等处。
1953年1月，郑州市回族自治区正式建立。回族区以老城区回民聚居的24条自然街为基础，当时的总人口为13,190人，其中回族6,892人，占总人口的52%。1954年回族区范围扩大，1956年管辖范围再次扩大，并更名为金水回族区，至1958年并入管城区。1981年，回族区建制恢复，至1990年人口普查时，全区人口267,239人，其中回族19,079人，占全区人口的7.1%。
2017年，管城回族区常住人口561,577人，其中回族约2.3万。
根据(河南省)郑州市第七次全国人口普查公报数据显示：管城回族区常住人口为819439人。

## 行政区划
下辖15个街道办事处和1个乡，分别为：北下街街道、西大街街道、南关街道、城东路街道、东大街街道、二里岗街道、陇海马路街道、紫荆山南路街道、航海东路街道、十八里河街道、南曹街道、金岱街道、圃田街道和商都路街道。其中，潮河街道、京航街道和明湖街道委托郑州经济技术开发区管理，商都路街道与圃田乡由郑东新区管理。

## 经济
2020年，管城回族区全区生产总值完成人民币1711.31亿元，其中第一产业0.99亿元，第二产业844.81亿元，第三产业865.51亿元。人均生产总值达147,052元。

### 工业
管城回族区的支柱产业为汽车制造业，作为中国最大的客车制造企业之一的宇通客车总部设于辖区内的宇通工业园。此外，位于区内的大型企业还有郑州卷烟总厂和金星啤酒等。区内主要的工业园区有金岱产业集聚区，入驻企业有福耀集团投资建设的郑州福耀玻璃有限公司、仲景宛西制药、万里物流园等，初步形成了以汽车零配件生产、销售及物流为主导的产业集群。
2016年，管城回族区规模以上工业企业增加值完成31.93亿元，同比增长10.4%，增速居市内六区第一。

### 农业
管城回族区的农业以养殖业、“三粉”加工业、莲藕、鲜桃、草莓的种植业为特色。此外，绿化种苗和花卉生产也是本区农业发展的一项重要产业。

### 商业

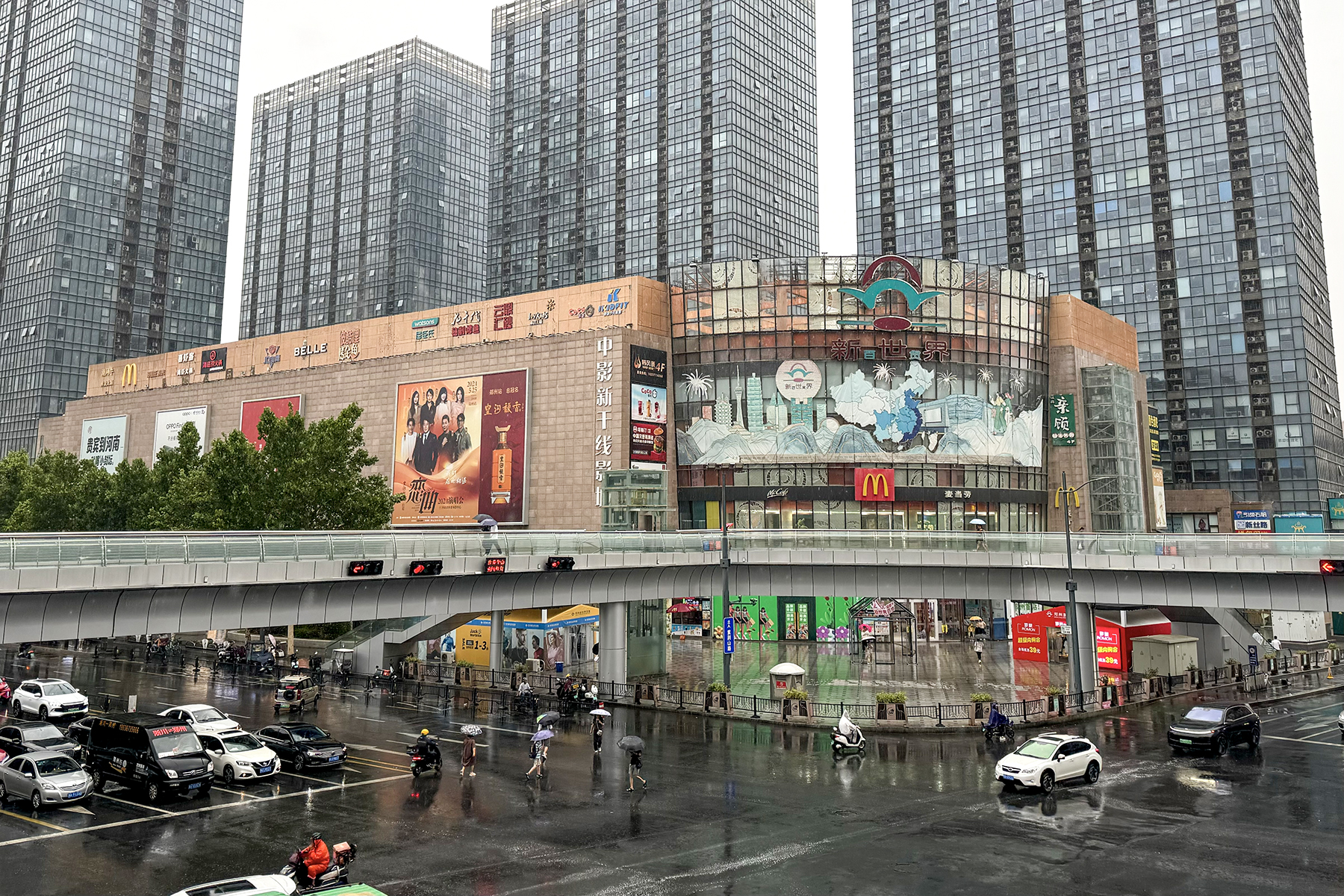
新世界百货郑州店

管城回族区商业活动可追溯至商朝，郑州商城遗址中出土的大量贝币和外地产品表明当时商业的活动范围已远达千里之外。至隋末唐初，随着通济渠的开通和管城驿的建立，管城一度成为首都长安通往东南各地的重要码头。清朝末年，随着两大铁路干线在郑州交汇，工商业日渐活跃。至1930年代，从火车站到老城区一带已形成国内农副土特产品的重要集散地，大宗贸易有棉花、粮油、药材等，仅大药行就有28家，坐庄商200余家，大小商店达1000余家。直到目前，郑州火车站以东的火车站商圈和二七商圈依然是郑州市重要的商业中心。其中，位于二七广场以东和以北的商城大厦、天然商厦和大上海城等商场和购物中心，还有火车站商圈的银基商贸城、世贸商城、锦荣商贸城等服装和小商品批发市场，均位于辖区范围内。辖区内另一个商业较为集中的地区位于紫荆山路沿线，卜蜂莲花、新世界百货和国美电器等分布于紫荆山路与商城路交叉口周围，紫荆山路与东大街路口附近的商业楼宇则以黄金珠宝交易为主。

### 物流业
物流业是管城回族区的优势产业，也是区政府大力发展的四大支柱产业之一。商都商贸物流园区是区政府重点打造的产业集聚区，地处辖区南部，南临郑州航空港区和华南城，东接郑州国际陆港，北依郑州主城区和郑东新区，占地5.4966平方公里。

## 文化旅游

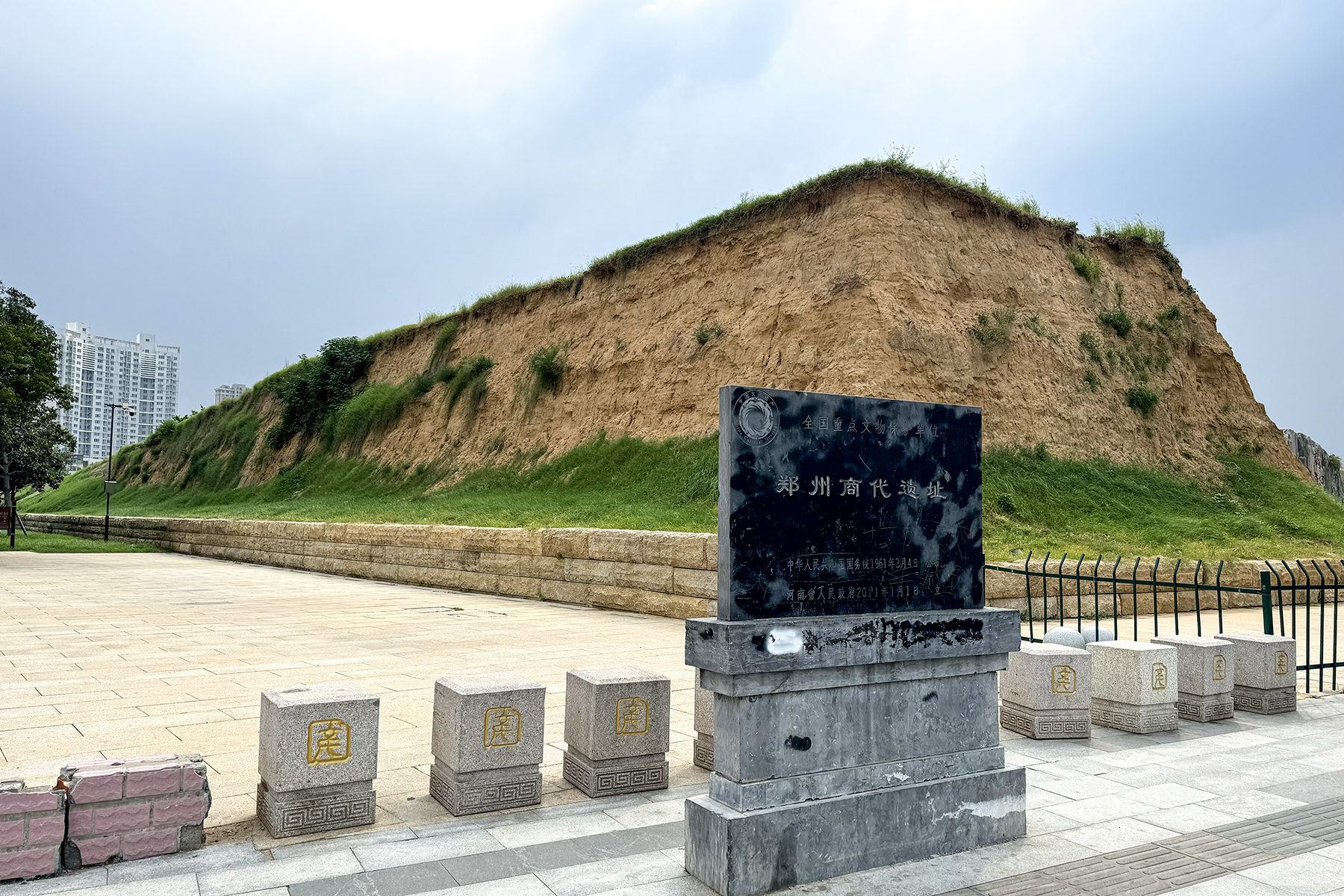
郑州商城遗址

管城回族区作为郑州市老城区所在地，区内历史文化氛围浓厚。辖区内的全国重点文物保护单位有郑州商城遗址、郑州文庙、郑州城隍庙和郑州清真寺。其中郑州商城遗址为商朝早期都城，辖区内的商城遗址占到整个遗址面积的70%。郑州文庙位于东大街，始建于东汉永平年间，现存大成殿于清朝光绪年间复建。郑州城隍庙始建于明朝洪武年间，迄今有600多年的历史。郑州清真寺又称北大清真寺，为郑州创建最早规模最为宏大的清真古寺，也是中国较为著名的清真寺之一。管城街、东大街、书院街、南大街等历史名街亦位于区内。
目前，郑州市正计划在管城回族区打造商都历史文化区，计划建设历史文化街区、文化主题街区、高档购物中心、5A甲级写字楼、国际标准5星酒店，并复建夕阳楼和天中书院等历史文化地标。

## 教育
截至2016年，管城回族区有各类公办学校52所，其中普通高中一所、普通初中六所、小学40所、公办幼儿园四所及特殊教育学校一所。各类民办学校和幼儿园有148所。此外，郑州市体校位于辖区内塔湾路47号，曾培养出世界飞蝶射击冠军巫兰英、乒乓球世界冠军邓亚萍等多位世界或亚洲冠军。

## 医疗
管城回族区辖区内有各级各类医疗机构356家，主要医院包括郑州市第一人民医院、郑州市第三人民医院、郑州市大肠肛门病医院、管城中医院等。

## 交通
京广铁路、 陇海铁路、 京广高速铁路、 徐兰高速铁路、 郑渝高速铁路和 郑机城际铁路等铁路从区内经过，位于区内的圃田西站为中国最大的零担货物转运站，圃田站南侧的郑州铁路集装箱中心站为郑州铁路口岸所在，是中欧班列的始发站之一。小李庄站根据规划将被扩建为郑州市四大主要铁路客运站之一。 京港澳高速、 郑州绕城高速、 郑州机场高速、 107国道、 310国道等公路和陇海快速路、中州大道、南三环、南四环等市区快速路穿境而过。郑州地铁2号线、3号线、4号线、5号线、6号线、8号线、12号线和城郊线从区内经过，并设有数十座地铁车站（含郑东新区和郑州经济技术开发区管辖的部分）。